# Patellifolia
Genre
Patellifolia est un genre de plantes dicotylédones de la famille des Amaranthaceae (sous-famille des Betoideae), qui comprend trois espèce, originaire de Méditerranée occidentale et des îles Canaries.

## Taxinomie
Le genre Patellifolia fut décrit par  A.J.Scott, Ford-Lloyd & J.T.Williams et publié dans la revue  Taxon 26 (2–3): 284. 1977.
Les trois espèces qui le composent étaient antérieurement affectées au genre Beta.

### Liste des espèces
Selon GRIN (21 juin 2014) :
- Patellifolia patellaris (Moq.) A. J. Scott & al.
- Patellifolia procumbens (C. Sm.) A. J. Scott & al.
- Patellifolia webbiana (Moq.) A. J. Scott